# George H. Lindsay
George Henry Lindsay (ur. 7 stycznia 1837 w Nowym Jorku, zm. 25 maja 1916 w Brooklynie) – amerykański polityk, członek Partii Demokratycznej.

## Działalność polityczna
Od 1882 do 1886 zasiadał w New York State Assembly. W okresie od 4 marca 1901 do 3 marca 1903 przez jedną kadencję był przedstawicielem 6. okręgu, a od 4 marca 1903 do 3 marca 1913 przez pięć kadencji przedstawicielem 2. okręgu wyborczego w stanie Nowy Jork w Izbie Reprezentantów Stanów Zjednoczonych.
Jego synem był George W. Lindsay.